# 双刀
双刀（そうとう）は、中国の武具で刀の一種。特徴として一つの鞘（さや）に二つまたは複数の刀身が入っている物で、同じ種類に双剣がある。
大きな特徴となっている鞘に二つ入る刀は、刀身から柄頭まで真っ二つに分割されたような型をしており、刀身はやや湾曲した構造となっている、このため、二本を一つとして一つの鞘に収める事ができる。